# Корен (село)
Корен (болг. Корен) — село в Болгарии. Находится в Хасковской области, входит в общину Хасково. Население составляет 414 человек.

## Политическая ситуация
В местном кметстве Корен, в состав которого входит Корен, должность кмета (старосты) исполняет Албена Йорданова Караславова (коалиция партий: партия «Родина», демократический союз «Радикалы») по результатам выборов правления кметства.
Кмет (мэр) общины Хасково — Георги Иванов Иванов (коалиция партий: партия «Родина», демократический союз «Радикалы») по результатам выборов в правление общины.